# Cristian Lobato
Cristian Lobato Villegas (ur. 7 marca 1989 w Esparreguera) – hiszpański piłkarz występujący na pozycji pomocnika w Gimnàstic Tarragona.